# Lista de partidas finais do Botafogo de Futebol e Regatas no futebol
Este artigo reúne a súmula das partidas finais do Botafogo de Futebol e Regatas no futebol, entre elas Campeonatos Carioca, Taça Guanabara, Taça Rio, outros turnos do campeonato estadual (o único com final o Troféu José Ferreira Agostinho), Torneio Rio-São Paulo, Campeonato Brasileiro (incluindo a Taça Brasil) Séries A e B, Copa do Brasil, Copa Conmebol e a Recopa Sul-Americana. Nos outros campeonatos e turnos, o campeão foi decidido sem fase final (ou decisão) ou o Botafogo não se classificou para a mesma. Estão presentes finais apenas de campeonatos oficiais, com exceção do Torneio Início e do Torneio Municipal, este último cujo campeão foi decido sem jogos finais.

## Campeonato Carioca
- 1934 - Campeonato Carioca: Campeão contra o Andarahy AC

| 2 de Dezembro de 1934 | Botafogo FC   | 2 – 1 | Andarahy AC | General Severiano, Rio de Janeiro Público: Árbitro: Leonardo Gonçalves Teixeira Auxiliares: |
|                       | Nilo · Áttila |       | Bianco      |                                                                                             |

- 1946 - Campeonato Carioca: Vice-campeão contra o Fluminense FC

| 22 de Dezembro de 1946 | Fluminense FC  | 1 – 0 | Botafogo FR | São Januário, Rio de Janeiro Público: 27.491 Árbitro: Mário Vianna Auxiliares: |
|                        | Ademir Menezes |       |             |                                                                                |

- 1948 - Campeonato Carioca: Campeão contra o CR Vasco da Gama

| 12 de Dezembro de 1948 | Botafogo FR                                       | 3 – 1 | CR Vasco da Gama   | General Severiano, Rio de Janeiro Público: 20.000 (estimado) Árbitro: Mário Vianna Auxiliares: |
|                        | Paraguaio 2' · Braguinha 40' · Octávio Moraes 50' |       | Ávila (contra) 52' |                                                                                                |

- 1957 - Campeonato Carioca: Campeão contra o Fluminense FC

| 22 de Dezembro de 1957 | Botafogo FR                                          | 6 – 2 | Fluminense FC             | Maracanã, Rio de Janeiro Público: 89.100 Árbitro: Alberto da Gama Malcher Auxiliares: |
|                        | Paulinho Valentim 3' 30' 42' 54' 68' · Garrincha 60' |       | Escurinho 51' · Waldo 84' |                                                                                       |

- 1962 - Campeonato Carioca: Campeão contra o CR Flamengo

| 15 de Dezembro de 1962 | Botafogo FR                                | 3 – 0 | CR Flamengo | Maracanã, Rio de Janeiro Público: 146.287 Árbitro: Armando Marques Auxiliares: |
|                        | Garrincha 10' 47' · Vanderlei (contra) 35' |       |             |                                                                                |

- 1967 - Campeonato Carioca: Campeão contra o Bangu AC

| 17 de Dezembro de 1967 | Botafogo FR              | 2 – 1 | Bangu AC  | Maracanã, Rio de Janeiro Público: 111.641 Árbitro: Antônio Viug Auxiliares: |
|                        | Roberto 12' · Gérson 67' |       | Mário 52' |                                                                             |

- 1968 - Campeonato Carioca: Campeão contra o CR Vasco da Gama

| 9 de Junho de 1968 | Botafogo FR                                            | 4 – 0 | CR Vasco da Gama | Maracanã, Rio de Janeiro Público: 156.689 Árbitro: Armando Marques Auxiliares: |
|                    | Roberto 15' · Rogério 33' · Jairzinho 59' · Gérson 67' |       |                  |                                                                                |

- 1971 - Campeonato Carioca: Vice-campeão contra o Fluminense FC

| 27 de Junho de 1971 | Fluminense FC | 1 – 0 | Botafogo FR    | Maracanã, Rio de Janeiro Público: 142.339 Árbitro: José Marçal Filho Auxiliares: |
|                     | Lula 87'      |       | Carlos Roberto |                                                                                  |

- 1975 - Campeonato Carioca: Vice-campeão contra o Fluminense FC

| 17 de Agosto de 1975 | Fluminense FC | 0 – 1 | Botafogo FR        | Maracanã, Rio de Janeiro Público: 100.703 Árbitro: Arnaldo Cézar Coelho Auxiliares: |
|                      |               | Jogo extra: O Fluminense foi campeão pelo saldo de gols. O Botafogo precisava vencer por 3 gols de diferença. | Ademir Vicente 67' |                                                                                     |

- 1989 - Campeonato Carioca: Campeão contra o CR Flamengo

| 18 de Junho de 1989 | CR Flamengo | 0 – 0 | Botafogo FR | Maracanã, Rio de Janeiro Público: Árbitro: Auxiliares: |
|                     |             |       |             |                                                        |

| 21 de Junho de 1989 | Botafogo FR  | 1 – 0 | CR Flamengo | Maracanã, Rio de Janeiro Público: 68.671 Árbitro: Válter Senra Auxiliares: |
|                     | Maurício 12' |       |             |                                                                            |

- 1990 - Campeonato Carioca: Campeão contra o CR Vasco da Gama

| 29 de Julho de 1990 | Botafogo FR             | 1 – 0 | CR Vasco da Gama | Maracanã, Rio de Janeiro Público: 35.083 Árbitro: Cláudio Garcia Auxiliares: |
|                     | Carlos Alberto Dias 79' |       |                  |                                                                              |

- 1997 - Campeonato Carioca: Campeão contra o CR Vasco da Gama

| 5 de Julho de 1997 | CR Vasco da Gama | 1 – 0 | Botafogo FR | Maracanã, Rio de Janeiro Público: Árbitro: Auxiliares: |
|                    | Ramón 4'         |       |             |                                                        |

| 8 de Julho de 1997 | Botafogo FR | 1 – 0 | CR Vasco da Gama | Maracanã, Rio de Janeiro Público: 16.854 Árbitro: Sidrack Marinho Auxiliares: |
|                    | Dimba 78'   |       |                  |                                                                               |

- 2006 - Campeonato Carioca: Campeão contra o Madureira EC

| 2 de Abril de 2006 | Botafogo FR                | 2 – 0 | Madureira EC | Maracanã, Rio de Janeiro Público: Árbitro: Djalma Beltrami Auxiliares: Marcos Tadeu Peniche e Ediney Guerreiro Mascarenhas |
|                    | Reinaldo 66' · Joilson 72' |       |              | |

- Botafogo: Lopes; Ruy, Rafael Marques, Scheidt e Bill; Thiago Xavier, Diguinho, Lúcio Flávio (Joílson) e Zé Roberto; Reinaldo (Glauber) e Dodô. Técnico: Carlos Roberto.
- Madureira: Renan; Marcos Vinícius, Odvan, Paulo César e Paulo Roberto; Roberto Lopes, Djair (André Paulino), Maicon e Muriqui (Marquinhos); Fábio Júnior (Josafá) e André Lima. Técnico: Alfredo Sampaio.

| 9 de Abril de 2006 | Madureira EC     | 1 – 3 | Botafogo FR                 | Maracanã, Rio de Janeiro Público: 44.550 Árbitro: Wágner Tardelli Auxiliares: Manoel do Couto Pires e Marcelo Fonseca Duarte |
|                    | Fábio Júnior 56' |       | Dodô 18' 48' · Reinaldo 80' | |

- Madureira: Renan; Marcus Vinícius, Paulo César, Odvan e Paulo Roberto; Roberto Lopes, Djair, Maicon (Marquinhos) e Josafá (Rafael); João Rodrigo (Fábio Júnior) e André Lima. Técnico: Alfredo Sampaio.
- Botafogo: Lopes; Ruy, Rafael Marques, Scheidt e Bill (Júnior César); Thiago Xavier (Ataliba), Diguinho, Joilson (Glauber) e Zé Roberto; Reinaldo e Dodô. Técnico: Carlos Roberto.

- 2007 - Campeonato Carioca: Vice-campeão contra o CR Flamengo

| 29 de Abril de 2007 | CR Flamengo                           | 2–2 | Botafogo FR                                          | Maracanã, Rio de Janeiro Público: 46.422 Árbitro: William de Souza Nery Auxiliares: Aristeu Tavares e Ediney Mascarenhas |
|                     | Renato 62' (P) · Souza 79' · Léo Lima |     | Dodô 31' · Lúcio Flávio 41' · Júlio César · Diguinho | |

- Flamengo: Bruno; Irineu, Ronaldo Angelim (Roni) e Moisés; Leonardo Moura, Paulinho (Jaílton), Claiton (Léo Lima), Renato, Renato Augusto e Juan; Souza. Técnico: Ney Franco.
- Botafogo: Júlio César; Joílson, Alex, Juninho e Luciano Almeida (Vagner); Leandro Guerreiro, Túlio, Lúcio Flávio (Max) e Zé Roberto; Jorge Henrique (Diguinho) e Dodô. Técnico: Cuca

| 6 de Maio de 2007 | Botafogo FR                  | 2–2 | CR Flamengo                    | Maracanã, Rio de Janeiro Público: 63.614 Árbitro: Djalma Beltrami Auxiliares: Hilton Moutinho e Dibert Pedrosa |
|                   | Juninho 56' · Dodô 60' 90+1' |     | Souza 52' · Renato Augusto 72' | |

|                                                |       | Penalidades                         |  |
| Lúcio Flávio: Juninho: Túlio: Luciano Almeida: | 2 – 4 | Renato: Roni: Juan: Leonardo Moura: |  |

- Botafogo: Max; Joílson, Alex, Juninho e Luciano Almeida; Leandro Guerreiro, Túlio, Lúcio Flávio e Zé Roberto (André Lima); Jorge Henrique e Dodô. Técnico: Cuca.
- Flamengo: Bruno; Leonardo Moura, Irineu, Ronaldo Angelim e Juan; Paulinho, Jaílton (Claiton), Renato e Renato Augusto; Roni e Souza. Técnico: Ney Franco.

- 2008 - Campeonato Carioca: Vice-campeão contra o CR Flamengo

| 27 de Abril de 2008 | CR Flamengo | 1–0 | Botafogo FR | Maracanã, Rio de Janeiro Público: 63.413 pagantes Renda: R$ 1.333.455,50 Árbitro: Gutemberg de Paula Fonseca Auxiliares: Ediney Guerreiro Mascarenhas e Wagner de Almeida Santos |
|                     | Obina 79'   |     |             | |

- Flamengo: Bruno, Leonardo Moura, Fábio Luciano, Ronaldo Angelim e Juan; Cristian, Kléberson (Diego Tardelli), Ibson (Obina) e Toró; Marcinho e Souza (Jaílton). Técnico: Joel Santana.
- Botafogo: Renan, Renato Silva, André Luís e Leandro Guerreiro; Túlio Souza (Eduardo), Diguinho, Túlio, Lúcio Flávio e Zé Carlos (Édson); Wellington Paulista e Fábio (Adriano Felício). Técnico: Cuca.

| 4 de Maio de 2008 | Botafogo FR                         | 1–3 | CR Flamengo                                  | Maracanã, Rio de Janeiro Público: 78.716 pagantes Árbitro: Luís Antonio Silva dos Santos Auxiliares: Dibert Pedrosa Moisés e Jorge Luis Campos Roxo |
|                   | Lúcio Flávio 22' · Renato Silva 75' |     | Obina 48' · Diego Tardelli 82' · Obina 90+1' | |

- Botafogo: Renan, Alessandro, Renato Silva, André Luís e Zé Carlos (Fábio); Leandro Guerreiro, Túlio (Édson), Diguinho (Adriano Felício) e Lúcio Flávio; Jorge Henrique e Wellington Paulista. Técnico: Cuca.
- Flamengo: Bruno, Leonardo Moura, Fábio Luciano, Ronaldo Angelim e Juan; Jaílton, Cristian (Obina), Ibson (Diego Tardelli) e Toró; Marcinho (Kléberson) e Souza. Técnico: Joel Santana.

- 2009 - Campeonato Carioca: Vice-campeão contra o CR Flamengo

| 26 de abril de 2009 | Botafogo FR                | 2 – 2  | CR Flamengo                   | Estádio do Maracanã                             |
| 16:00               | Juninho 37' · Reinaldo 44' | Súmula | Juan 22' (pen) · Willians 84' | Público: 58,711 Árbitro: RJ Rodrigo Nunes de Sá |

- Botafogo: Renan, Emerson, Juninho e Leandro Guerreiro; Alessandro, Fahel, Léo Silva, Maicosuel (Renato, 16′/2ºT) e Eduardo (Gabriel, 7′/2ºT); Reinaldo (Jean Carioca, 19′/2ºT) e Victor Simões. Técnico Ney Franco.
- Flamengo: Bruno, Welinton (Erick Flores, 25′/2ºT), Fábio Luciano e Ronaldo Angelim; Léo Moura (Everton Silva, 16′/2ºT), Willians, Kleberson, Ibson e Juan; Zé Roberto (Josiel,intervalo) e Emerson. Técnico: Cuca.

| 3 de maio de 2009 | CR Flamengo                             | 2 – 2  | Botafogo FR                   | Estádio do Maracanã                                        |
| 16:00             | Kléberson 20' 38' · Fábio Luciano 90+2' | Súmula | Juninho 61' · Túlio Souza 64' | Público: 78,393 Árbitro: RJ Péricles Bassols Pegado Cortez |

|                                 |       | Penalidades                                 |  |
| Kléberson Juan Aírton Léo Moura | 4 – 2 | Léo Silva Juninho Gabriel Leandro Guerreiro |  |

- Flamengo:  Bruno; Airton, Fábio Luciano e Ronaldo Angelim; Leonardo Moura, Willians, Ibson, Kléberson e Juan; Erick Flores (Obina) e Emerson (Josiel). Técnico: Cuca.
- Botafogo: Renan; Leandro Guerreiro, Emerson (Jean Carioca) e Juninho; Alessandro, Fahel, Léo Silva, Eduardo e Túlio Souza (Rodrigo Dantas); Thiaguinho (Gabriel) e Victor Simões. Técnico: Ney Franco.

## Taça Guanabara
- 1965 - Taça Guanabara: Vice-campeão contra o CR Vasco da Gama

| 5 de setembro de 1965 | CR Vasco da Gama                      | 2 – 0 | Botafogo FR         | Maracanã, Rio de Janeiro Público: 115.064 Árbitro: Frederico Lopes Auxiliares: |
|                       | Oldair 40' · Paulistinha (contra) 50' |       | Paulistinha Roberto |                                                                                |

- 1967 - Taça Guanabara: Campeão contra o América FC

| 20 de agosto de 1967 | Botafogo FR                           | 3 – 2                                         | América FC           | Maracanã, Rio de Janeiro Público: 82.421 Árbitro: Cláudio Magalhães Auxiliares: |
|                      | Paulo Cézar 1' 70' 110' · Jairzinho · | Após o empate, o jogo foi para a prorrogação. | Edu 2' · Eduardo 62' |                                                                                 |

- 1968 - Taça Guanabara: Campeão contra o CR Flamengo

| 18 de setembro de 1968 | Botafogo FR                                | 4 – 1 | CR Flamengo  | Maracanã, Rio de Janeiro Público: 94.535 Árbitro: Armando Marques Auxiliares: |
|                        | Gérson 2' 74' · Zequinha 65' · Roberto 81' |       | Dionísio 51' |                                                                               |

- 1995 - Taça Guanabara: Vice-campeão contra o CR Flamengo

| 23 de março de 1995 | CR Flamengo                    | 3 – 2                            | Botafogo FR                         | Maracanã, Rio de Janeiro Público: 50.865 Árbitro: Leo Feldman Auxiliares: |
|                     | Romário 7' 22' 83' · Agnaldo · | Decisão do 1° turno do Estadual. | Adriano 72' 78' · Túlio Maravilha · |                                                                           |

- 1997 - Taça Guanabara: Campeão contra o CR Vasco da Gama

| 30 de março de 1997 | Botafogo FR   | 1 – 0                            | CR Vasco da Gama | Maracanã, Rio de Janeiro Público: 88.404 Árbitro: Carlos Elias Pimentel Auxiliares: |
|                     | Gonçalves 77' | Decisão do 1° turno do Estadual. |                  |                                                                                     |

- 2006 - Taça Guanabara: Campeão contra o América FC

| 12 de fevereiro de 2006 | Botafogo FR                             | 3 – 1                            | América FC                    | Maracanã, Rio de Janeiro Público: 44.550 Árbitro: William de Souza Nery Auxiliares: |
|                         | Scheidt 58' · Dodô 66' · Zé Roberto 78' | Decisão do 1° turno do Estadual. | Robert 16' · Bruno Lazaroni · |                                                                                     |

- Botafogo: Max, Ruy (Neném), Scheidt, Asprilla e Bill (Gláuber); Thiago Xavier, Diguinho, Zé Roberto e Lúcio Flávio; Marcelinho (Reinaldo) e Dodô. Técnico: Carlos Roberto.
- América: Éverton, Guerra, Santiago, André e Maciel; Válber, Argeu (Bruno Silva), Julinho e Bruno Lazaroni; Roberto (Leandro) e Chrys (Flávio). Técnico: Jorginho.

- 2008 - Taça Guanabara: Vice-campeão contra o CR Flamengo

| 24 de fevereiro de 2008 | CR Flamengo                                    | 2 – 1                            | Botafogo FR                                                | Maracanã, Rio de Janeiro Público: 78.830 pagantes (84.185 presentes) Árbitro: Marcelo de Lima Henrique Auxiliares: Dibert Pedrosa Moisés e Edney Guerreiro |
|                         | Ibson 63' · Diego Tardelli 90+1' · Souza 65' · | Decisão do 1° turno do Estadual. | Wellington Paulista 28' · Zé Carlos 65' · Lúcio Flávio 72' | |

- Flamengo: Bruno; Leonardo Moura, Fábio Luciano, Ronaldo Angelim e Juan; Jaílton (Kléberson), Cristian, Ibson e Toró (Diego Tardelli); Marcinho (Obina) e Souza. Técnico: Joel Santana.
- Botafogo: Castillo; Alessandro (Fábio), Ferrero, Renato Silva e Eduardo (Édson); Diguinho, Túlio, Lúcio Flávio e Zé Carlos; Wellington Paulista e Adriano Felício (Jorge Henrique). Técnico: Cuca.

2009 - Taça Guanabara: Campeão contra o Resende FC
| 1 de março de 2009 | Resende | 0 – 3                            | Botafogo                                                           | Maracanã, Rio de Janeiro                                 |
| 16:00              | Naílson | Decisão do 1° turno do Estadual. | Reinaldo 34' · Lucas Silva 52' · Maicosuel 86' · Wellington Junior | Público: 72,301 pagantes Árbitro: João Batista de Arruda |

- Resende: Cléber, Márcio Costa (Beto), Naílton e Breno; Bruno Leite (Hiroshi), Márcio Gomes, Fred, Léo (Viola) e Marquinhos; Bruno Meneghel e Fabiano. Técnico: Antônio Carlos Roy.
- Botafogo: Renan, Emerson (Léo Silva), Juninho e Wellington; Alessandro, Leandro Guerreiro, Fahel, Maicosuel e Thiaguinho (Wellington Júnior); Lucas Silva (Jean Carioca) e Reinaldo. Técnico: Ney Franco.

2010 - Taça Guanabara: Campeão contra o CR Vasco da Gama
| 21 de fevereiro | Vasco da Gama       | 0 – 2                            | Botafogo                                  | Maracanã, Rio de Janeiro                                                                             |
| 17:00           | 72' Nílton 82' Titi | Decisão do 1° turno do Estadual. | Fábio Ferreira 70' · Loco Abreu 83' (pen) | Público: 66,957 pagantes (81,902 presentes) Renda: R$ 2,078,890 Árbitro: RJ Marcelo de Lima Henrique |

- Vasco: Fernando Prass, Élder Granja, Fernando, Titi e Márcio Careca; Nilton, Léo Gago (Magno (Rodrigo  Pimpão), Souza (Rafel Carioca) e Carlos Alberto; Dodô e Philippe Coutinho. Técnico: Vagner Mancini.
- Botafogo: Jefferson, Wellington, Fahel e Fábio Ferreira; Alessandro, Leandro Guerreiro, Eduardo, Lucio Flavio (Caio) e Marcelo Cordeiro; Herrera e Loco Abreu. Técnico: Joel Santana.

2013 - Taça Guanabara: Campeão contra o CR Vasco da Gama
| 10 de março | Vasco da Gama | 0 – 1  | Botafogo  | Estádio do Engenhão, Rio de Janeiro                        |
| 16:00       |               | Súmula | Lucas 80' | Público: 39 400 Árbitro: RJ Wagner do Nascimento Magalhães |

- Vasco: Alessandro, Nei, Dedé, Renato Silva e Thiago Feltri (Fellipe Bastos); Abuda, Wendel (Dakson), Pedro Ken e Carlos Alberto; Bernardo (Romário) e Eder Luis.

Técnico: Gaúcho.
- Botafogo: Jefferson, Lucas, Dória, Bolívar e Julio Cesar; Marcelo Mattos (Vitinho), Gabriel, Fellype Gabriel, Seedorf e Lodeiro (André Bahia); Rafael Marques (Bruno Mendes).

Técnico: Oswaldo de Oliveira.

## Taça Rio
- 1991 - Taça Rio: Vice-campeão contra o CR Flamengo

| 11 de Dezembro de 1991 | CR Flamengo        | 1 – 0                            | Botafogo FR | Maracanã, Rio de Janeiro Público: 56.068 Árbitro: Cláudio Vinícius Cerdeira Auxiliares: |
|                        | Gaúcho 26' · Piá · | Decisão do 2° turno do Estadual. | Chicão      |                                                                                         |

- Flamengo: Gilmar, Charles, Wilson Gotardo, Júnior Baiano e Piá; Uidemar, Júnior (Zé Ricardo), Nélio (Marquinhos) e Zinho; Paulo Nunes e Gaúcho.

Técnico: Carlinhos
- Botafogo: Ricardo Cruz, Paulo Roberto (Odemilson), Gilson Jáder, Válber e Jefferson; Carlos Alberto Santos, Pingo, Djair (Vivinho) e Carlos Alberto Dias; Valdeir e Chicão.

Técnico: Ernesto Paulo
- 2007 - Taça Rio: Campeão contra a AD Cabofiense

| 15 de abril de 2007 | AD Cabofriense                              | 2 – 2                            | Botafogo FR                | Maracanã, Rio de Janeiro Público: 23.797 Árbitro: Wagner dos Santos Rosa Auxiliares: João Ribeiro de Magalhães e José Orlando Hortêncio Gomes |
|                     | Marcão 37' · Marcelinho 52' · Leandro Luz · | Decisão do 2° turno do Estadual. | Dodô 9' · Lúcio Flávio 77' | |

- Cabofriense: Gatti, Oziel (Jardel), Leandro Amaro, Cléberson e Júlio César; Marcão, Marcos Marins, Ruy (Leandro Luz) e Marcelinho (Alexandro); Zé Carlos e William. Técnico: Waldemar Lemos.
- Botafogo: Júlio César, Joílson (Luís Mário), Alex, Juninho, Iran (André Lima); Leandro Guerreiro, Diguinho, Lucio Flavio e Zé Roberto (Ricardinho); Jorge Henrique e Dodô. Técnico: Cuca.

| 15 de abril de 2007 | Botafogo FR                           | 3 – 1                            | AD Cabofriense | Maracanã, Rio de Janeiro Público: 47.824 Árbitro: Ubiraci Damásio Auxiliares: Beival do Nascimento Souza e Paulo Sergio Durães. |
|                     | Túlio 11' · Dodô 13' · Zé Roberto 19' | Decisão do 2° turno do Estadual. | William 25'    | |

- Botafogo: Júlio César; Joilson, Alex, Juninho e Luciano Almeida; Túlio, Leandro Guerreiro, Lucio Flavio (Diguinho) e Zé Roberto (Juca); Jorge Henrique (André Lima) e Dodô. Técnico: Cuca.
- Cabofriense: Gatti; Jardel, Everton, Cléberson e Júlio César; Marcão, Marcos Marins (Tenório), Ruy (Madisson) e Marcelinho; William (Alexandro) e Zé Carlos. Técnico: Waldemar Lemos.

- 2008 - Taça Rio: Campeão contra o Fluminense FC

| 20 de abril de 2008 | Botafogo FR                                              | 1 – 0                            | Fluminense FC | Maracanã, Rio de Janeiro Público: 64.785 pagantes / 68.840 presentes Renda: R$ 1.388.730,50 Árbitro: Willian de Souza Nery Auxiliares: Paulo Sérgio Durans Fernandes e Marcos Tadeu Peniche Nunes. |
|                     | Renato Silva 84' · Alessandro 75' · Jorge Henrique 90+3' | Decisão do 2° turno do Estadual. |               | |

- Botafogo: Castillo, Alessandro, Renato Silva, André Luís e Triguinho (Túlio Souza); Diguinho, Túlio (Leandro Guerreiro), Lúcio Flávio e Zé Carlos (Fábio); Jorge Henrique e Wellington Paulista

Técnico: Cuca
- Fluminense: Fernando Henrique, Gabriel, Thiago Silva, Luiz Alberto e Junior Cesar; Ygor (Tartá), Arouca, Conca e Thiago Neves; Cícero e Washington

Técnico: Renato Gaúcho
- 2009 - Taça Rio: Vice-campeão contra o CR Flamengo

| 19 de abril de 2009 | Botafogo FR | 0 – 1                            | CR Flamengo        | Estádio do Maracanã, Rio de Janeiro                       |
| 16:00               |             | Decisão do 2° turno do Estadual. | Émerson 62' (g.c.) | Público: 78,395 Árbitro: RJ Luiz Antônio Silva dos Santos |

- Flamengo: Bruno; Aírton, Fábio Luciano e Ronaldo Angelim; Léo Moura, Willians, Kleberson, Ibson (Toró) e Juan; Zé Roberto (Erick Flores) e Emerson (Josiel).

Técnico: Cuca
- Botafogo: Renan, Emerson (Túlio Souza), Juninho e Leandro Guerreiro, Alessandro, Fahel (Renato), Léo Silva (Gabriel), Maicosuel e Thiaguinho; Reinaldo e Victor Simões

Ténico: Ney Franco	
- 2010 - Taça Rio: Campeão contra o CR Flamengo

| 18 de abril de 2010 | Botafogo FR                                            | 2 – 1                            | CR Flamengo                     | Estádio do Maracanã, Rio de Janeiro                    |
| 16:00               | Herrera 23' (pen) · Loco Abreu 71' (pen) · Herrera 76' | Decisão do 2° turno do Estadual. | Vágner Love 45' · Maldonado 70' | Público: 50,303 Árbitro: RJ Gutemberg de Paula Fonseca |

- Botafogo: Jéfferson; Antônio Carlos, Fábio Ferreira e Fahel; Alessandro, Leandro Guerreiro, Túlio Souza (Caio), Renato Cajá (Edno) e Somália (Marcelo Cordeiro); Herrera e Loco Abreu

Técnico: Joel Santana
- Flamengo: Bruno; Leonardo Moura (Petkovic), David, Ronaldo Angelim, Willians e Rodrigo Alvim; Toró (Vinicius Pacheco), Willians, Maldonado e Michael (Fierro); Vágner Love e Adriano

Técnico: Andrade
- 2012 - Taça Rio: Campeão contra o Vasco da Gama

| 29 de abril de 2012 | Botafogo FR                         | 3 – 1 | Vasco da Gama      | Engenhão, Rio de Janeiro                                   |
| 16:00               | Loco Abreu 03', 45' · Maicosuel 54' |       | Carlos Alberto 80' | Público: 41,337 Árbitro: RJ Wagner do Nascimento Magalhães |

- Botafogo: Jefferson, Lucas, Antônio Carlos, Fábio Ferreira e Márcio Azevedo; Marcelo Mattos, Fellype Gabriel (Gabriel), Maicosuel (Herrera), Andrezinho (Jadson); Elkeson e Loco Abreu

Técnico: Oswaldo de Oliveira
- Vasco: Fernando Prass, Fagner (Carlos Alberto), Renato Silva, Rodolfo e Thiago Feltri; Rômulo, Fellipe Bastos, Felipe (Allan), Diego Souza; Eder Luis e Alecsandro (Juninho Pernambucano)

Técnico: Cristóvão Borges
- 2013 - Taça Rio: Campeão contra o Fluminense

| 5 de maio de 2013 | Botafogo           | 1 – 0 | Fluminense | Estádio Raulino de Oliveira, Volta Redonda  |
| 16:00             | Rafael Marques 40' |       |            | Árbitro: RJ Marcelo de Lima Henrique (FIFA) |

- Botafogo: Jefferson, Lucas, Bolívar, Dória, Júlio César (Lima); Marcelo Mattos, Gabriel, Seedorf (Lucas Zen), Fellype Gabriel, Lodeiro; Rafael Marques (Vitinho)

Técnico: Oswaldo de Oliveira
- Fluminense: Diego Cavalieri, Bruno, Digão, Leandro Euzébio, Carlinhos; Edinho (Felipe), Jean, Wagner, Thiago Neves; Wellington Nem (Michael) e Rhayner (Samuel)

Técnico: Abel Braga
- 2017 - Taça Rio: Vice-campeão contra o Vasco da Gama

| 16 de abril de 2017 | Botafogo FR | 0 – 2 | Vasco da Gama                    | Estádio Nilton Santos, Rio de Janeiro          |
| 16:00               |             |       | Douglas 86' · Luís Fabiano 90+2' | Público: 17 969 Árbitro: Bruno Arleu de Araújo |

- Botafogo: Helton Leite, Marcelo, Renan Fonseca, Igor Rabello, Gilson; Bruno Silva, Dudu Cearense, Matheus Fernandes, Leandrinho (Pachu); Guilherme (Fernandes) e Sassá (Vinícius Tanque)

Técnico: Jair Ventura
- Vasco: Martín Silva, Gilberto, Rodrigo, Rafael Marques, Henrique (Wagner); Jean, Douglas Luiz, Andrezinho (Guilherme Costa), Yago Pikachu (Manga Escobar), Nenê; Luis Fabiano

Técnico: Milton Mendes
- 2018 - Taça Rio: Vice-campeão contra o Fluminense

| 25 de março de 2018 | Fluminense                                 | 3 – 0 | Botafogo | Estádio do Maracanã, Rio de Janeiro |
| 16:00               | Pedro 12' · Marcos Júnior 56' · Jadson 90' |       |          |                                     |

- Fluminense: Júlio César; Renato Chaves, Gum e Ibañez; Gilberto (Léo), Richard, Jádson, Sornoza (Douglas) e Ayrton Lucas; Pedro e Marcos Júnior (Pablo Dyego).

Técnico: Abel Braga
- Botafogo: Jefferson; Marcinho (Luis Ricardo), Marcelo Benevenuto, Igor Rabello e Moisés; Lindoso, Marcelo (Rodrigo Pimpão), Léo Valencia, Marcos Vinícius (Renatinho) e Luiz Fernando; Brenner.

Técnico: Alberto Valentim
- 2021 - Taça Rio: Vice-campeão contra o Vasco da Gama

Ida
| 16 de maio de 2021 | Botafogo | 0 – 1 | Vasco da Gama | Estádio Nilton Santos, Rio de Janeiro                      |
| 11:05              |          |       | 46' Cano      | Público: Portões fechados Árbitro: RJ Rafael Martins de Sá |

- Botafogo: Douglas Borges, Warley, Kanu, David Souza, Paulo Victor; Romildo (Ênio), Matheus Frizzo (Ricardinho), Pedro Castro (Guilherme Santos); Ronald (Matheus Nascimento), Rafael Navarro e Marco Antônio (Felipe Ferreira)

Técnico: Marcelo Chamusca
- Vasco: Vanderlei, Léo Matos, Miranda, Leandro Castán (Ricardo Graça), Zeca; Galarza, Andrey, Gabriel Pec (Lucas Figueiredo); Morato (João Pedro), Cano (Juninho) e Léo Jabá (Bruno Gomes)

Técnico: Marcelo Cabo
Volta
| 22 de maio de 2021 | Vasco da Gama | 0 – 1 | Botafogo   | Estádio São Januário, Rio de Janeiro                                 |
| 15:05              |               |       | 71' Gilvan | Público: Portões fechados Árbitro: RJ Mauricio Machado Coelho Júnior |

|                         |       | Penalidades                                 |  |
| Andrey Zeca Gabriel Pec | 3 – 0 | Pedro Castro Felipe Ferreira Matheus Frizzo |  |

- Vasco: Vanderlei, Léo Matos, Ernando, Ricardo Graça, Zeca; Andrey, Galarza (Rômulo), Morato (Lucas Figueiredo); Gabriel Pec, Léo Jabá (Juninho) e Cano

Técnico: Marcelo Cabo
- Botafogo: Douglas Borges, Warley, Kanu, Gilvan, Paulo Victor (Rafael Carioca); Romildo (Matheus Frizzo), Pedro Castro, Ricardinho (Felipe Ferreira); Marco Antônio (Ênio), Ronald (Marcinho) e Rafael Navarro

Técnico: Marcelo Chamusca

## Torneio Rio-São Paulo
- 1961 - Torneio Rio-São Paulo: Vice-campeão contra CR Flamengo (1°), CR Vasco da Gama (3°), SE Palmeiras (4°), SC Corinthians P e Santos FC (ambos em 5°)

| 13 de Abril de 1961 | SC Corinthians P | 0 – 1 | Botafogo FR | Pacambu, São Paulo Público: Árbitro: Auxiliares: |
|                     |                  |       |             |                                                  |

| 19 de Abril de 1961 | Botafogo FR | 0 – 0 | SE Palmeiras | Maracanã, Rio de Janeiro Público: Árbitro: Auxiliares: |
|                     |             |       |              |                                                        |

| 23 de Abril de 1961 | Santos FC | 1 – 2 | Botafogo FR | Pacambu, São Paulo Público: Árbitro: Auxiliares: |
|                     |           |       |             |                                                  |

- 1962 - Torneio Rio-São Paulo: 1° colocado no Quadrangular Final contra São Paulo FC (2°), SE Palmeiras (3°) e CR Flamengo (4°)

| 11 de Março de 1962 | Botafogo FR | 2 – 1 | São Paulo FC | Maracanã, Rio de Janeiro Público: Árbitro: Auxiliares: |
|                     |             |       |              |                                                        |

| 14 de Março de 1962 | Botafogo FR | 1 – 0 | CR Flamengo | Maracanã, Rio de Janeiro Público: Árbitro: Auxiliares: |
|                     |             |       |             |                                                        |

| 17 de Março de 1962 | Botafogo FR                       | 3 – 1 | SE Palmeiras | Maracanã, Rio de Janeiro Público: 46.252 Árbitro: Romualdo Arppi Filho Auxiliares: |
|                     | Quarentinha 1' · Amarildo 51' 62' |       | Zequinha 3'  |                                                                                    |

- Botafogo: Manga, Joel (Cacá), Zé Maria, Nílton Santos e Rildo; Ayrton e Didi; Garrincha, Quarentinha (China), Amarildo e Zagallo (Neyvaldo). Técnico: Marinho Rodrigues.
- Palmeiras: Valdir, Djalma Santos, Valdemar, Aldemar e Jorge; Zequinha e Chinesinho; Gildo (Zeola), Américo, Vavá e Geraldo José da Silva. Técnico: Maurício Cardoso.

- 1964 - Torneio Rio-São Paulo: Campeão junto com o Santos FC

| 10 de Janeiro de 1965 | Botafogo FR                                             | 3 – 2 | Santos FC                 | Maracanã, Rio de Janeiro Público: 42.068 Árbitro: Albino Zanferrari Auxiliares: Observação: Enquanto Hélio Dias de Oliveira não entrava, Roberto foi para o gol. |
|                       | Jairzinho 20' · Roberto 40' 43' · Paulistinha · Manga · |       | Coutinho 49' 70' · Pelé · | |

- Botafogo: Manga, Mura, Zé Carlos, Paulistinha e Rildo; Élton e Gérson; Garrincha (Zagallo), Jairzinho (Adevaldo), Arlindo e Roberto (Hélio Dias). Técnico: Geninho.
- Santos: Gilmar, Ismael, Modesto, Haroldo (Lima) e Geraldino; Zito e Mengálvio; Peixinho (Toninho), Coutinho, Pelé e Pepe. Técnico: Lula.

- Observação: Não houve o segundo jogo por falta de datas, já ambos foram excursionar e declarados campeões.

- 1966 - Torneio Rio-São Paulo: Campeão junto com o Santos FC, CR Vasco da Gama e SC Corinthians Paulista

| 27 de Março de 1966 | Botafogo FR                    | 3 – 0 | CR Vasco da Gama | Maracanã, Rio de Janeiro Público: 69.960 Árbitro: José Mário Vinhas Auxiliares: |
|                     | Jairzinho 43' 57' · Parada 52' | Se o Vasco da Gama vencesse, seria campeão sozinho do Torneio, mas, como perdeu, quatro clubes foram declarados campeões posteriormente. |                  |                                                                                 |

- Botafogo: Manga, Paulistinha, Zé Carlos, Dimas e Rildo; Élton e Gérson; Jairzinho, Bianchini (Zélio), Parada (Sicupira) e Roberto (Afonsinho). Técnico: Admildo Chirol.
- Vasco: Amaury, Joel, Brito, Ananias e Oldair; Maranhão e Danilo Menezes; Zezinho (Luisinho), Picolé (Lorico), Célio e Tião. Técnico Zezé Moreira.

- Observação: Por causa dos preparativos para a disputa da Copa do Mundo (convocação da Seleção Brasileira), e também porque os clubes não quiseram jogar com alguns reservas um Quadrangular decisivo, todos os quatro clubes foram proclamados campeões.

- 1998 - Torneio Rio-São Paulo: Campeão contra o São Paulo FC

| 28 de Fevereiro de 1998 | São Paulo             | 2 – 3 | Botafogo FR                                       | Morumbi, São Paulo Público: 38.560 Árbitro: Reinaldo Ribas Auxiliares: |
|                         | Dodô 50' · França 64' |       | Zé Carlos 38' · Ségio Manoel 74' · Jorge Luiz 86' |                                                                        |

| 4 de Março de 1998 | Botafogo FR                 | 2 – 2 | São Paulo              | Maracanã, Rio de Janeiro Público: 56.334 Árbitro: Oscar Roberto de Godói Auxiliares: |
|                    | Jéferson 1' · Zé Carlos 76' |       | Adriano 37' · Dodô 43' |                                                                                      |

- Botafogo:  Wágner, Wilson Goiano, Jorge Luís, Gonçalves e Jéferson; Pingo, França (Zé Carlos), Djair e Sérgio Manoel (Alemão); Bebeto e Túlio. Técnico: Gílson Nunes.
- São Paulo: Rogério Ceni, Zé Carlos, Capitão, Márcio Santos e Serginho; Sidney, Carlos Miguel, Fabiano (França) e Adriano (Gallo); Dodô  e Denílson. Técnico: Nelsinho Baptista.

- 2001 - Torneio Rio-São Paulo: Vice-campeão contra o São Paulo FC

| 28 de Fevereiro de 2001 | Botafogo FR | 1 – 4 | São Paulo                                             | Maracanã, Rio de Janeiro Público: 35.672 Árbitro: Alfredo dos Santos Loebeling Auxiliares: Gilvan Pereira da Silva<br José Elias de Gusmão<br |
|                         | Rodrigo 50' |       | Carlos Miguel 49' · Luís Fabiano 51' 85' · França 61' | |

- Botafogo: Wagner; Fábio Augusto, Bruno, Valdson e Leandro (Serginho); Júnior, Reidner, Souza (Marcelinho Paulista) e Rodrigo; Donizete e Taílson (Alexandre Gaúcho). Técnico: Sebastião Lazaroni.
- São Paulo: Roger; Jean, Rogério Pinheiro e Wilson; Belletti, Alexandre, Maldonado, Carlos Miguel (Cacá) e Gustavo; Luis Fabiano (Renatinho) e França. Técnico: Oswaldo Alvarez.

| 7 de Março de 2001 | São Paulo    | 2 – 1 | Botafogo FR  | Morumbi, São Paulo Público: 71.668 Árbitro: Jorge Rabello Auxiliares: |
|                    | Kaká 79' 81' |       | Donizete 39' |                                                                       |

- São Paulo: Roger, Jean, Rogério Pinheiro e Wilson; Beletti (Reginaldo Araújo), Fabiano (Kaká), Maldonado, Carlos Miguel (Júlio Batista) e Gustavo Nery; França e Luís Fabiano. Técnico: Oswaldo Alvarez.
- Botafogo: Wágner, Fábio Augusto, Dênis, Váldson e Augusto; Júnior, Reidner, Rodrigo e Alexandre Gaúcho (Souza); Donizete e Taílson. Técnico: Sebastião Lazaroni.

## Taça Brasil
- 1962 - Taça Brasil: Vice-Campeão contra o Santos FC

| 19 de Março de 1963 | Santos FC                                | 4 – 3 | Botafogo FR                                  | Pacaembu, São Paulo Público: Árbitro: Armando Marques Auxiliares: |
|                     | Pepe 33' 73' · Coutinho 47' · Dorval 56' |       | Quarentinha 13' · Amoroso 66' · Amarildo 89' |                                                                   |

- Santos: Gilmar, Lima, Mauro (João Carlos), Calvert e Dalmo; Zito (Tite) e Mengálvio; Dorval, Coutinho (Toninho), Pelé e Pepe. Técnico: Lula.
- Botafogo: Manga, Rildo, Zé Maria (Paulistinha), Nílton Santos e Ivan; Ayrton e Élton (Édison); Amoroso, Quarentinha (Romeu), Amarildo e Zagallo. Técnico: Marinho Rodrigues.

| 31 de Março de 1963 | Botafogo FR                                 | 3 – 1 | Santos FC          | Maracanã, Rio de Janeiro Público: 102.260 Árbitro: Catão Montez Júnior Auxiliares: |
|                     | Édison 31' · Quarentinha 58' · Amarildo 70' |       | Rildo (contra) 87' |                                                                                    |

- Botafogo: Manga, Rildo, Zé Maria, Nilton Santos e Ivan; Ayrton e Édison; Garrincha, Quarentinha, Amarildo e Zagallo. Técnico: Marinho Rodrigues.
- Santos: Gilmar, Lima, Mauro, Calvert e Dalmo; Zito (Tite) e Mengálvio; Dorval, Coutinho, Pelé e Pepe. Técnico: Lula.

| 2 de Abril de 1963 | Botafogo FR | 0 – 5 | Santos FC                                           | Maracanã, Rio de Janeiro Público: 70.324 Árbitro: Eunápio de Queiroz Auxiliares: |
|                    |             |       | Dorval 24' · Pepe 39' · Coutinho 54' · Pelé 75' 80' |                                                                                  |

- Botafogo: Manga, Rildo (Joel), Zé Maria, Nilton Santos (Jadir) e Ivan; Ayrton e Édison; Garrincha, Quarentinha, Amarildo e Zagallo. Técnico: Marinho Rodrigues.
- Santos: Gilmar, Lima, Mauro, Calvert e Dalmo; Zito e Mengálvio; Dorval, Coutinho (Tite), Pelé e Pepe. Técnico: Lula.

- 1968 - Taça Brasil: Campeão contra o Fortaleza EC

| 3 de Setembro de 1969 | Fortaleza EC        | 2 – 2 | Botafogo FR | Presidente Vargas, Fortaleza, Ceará Público: 15.375 Árbitro: José Mário Vinhas Auxiliares: |
|                       | Joãozinho · Erandir |       | Ferretti    |                                                                                            |

- Fortaleza: Mundinho, William, Zé Paulo, Renato e Luciano Abreu; Luciano Frota e Joãozinho; Lucinho (Mimi), Mozart, Erandir e Aluísio (Amorim). Técnico: Gilvan Dias.
- Botafogo: Ubirajara Motta, Moreira, Zé Carlos (Moisés), Leônidas e Valtencir; Carlos Roberto e Afonsinho; Zequinha (Rogério), Humberto, Ferretti e Torino. Técnico: Zagallo.

| 4 de Outubro de 1969 | Botafogo FR                                   | 4 – 0 | Fortaleza EC | Maracanã, Rio de Janeiro Público: 34.588 Árbitro: Guálter Portela Filho Auxiliares: |
|                      | Roberto 7' · Ferretti 53' 83' · Afonsinho 65' |       |              |                                                                                     |

- Botafogo: Cao, Moreira, Chiquinho Pastor (Leônidas) e Moisés, Valtencir; Carlos Roberto (Nei Conceição) e Afonsinho; Rogério, Roberto, Ferretti e Paulo César Lima. Técnico: Zagallo.
- Fortaleza: Mundinho, William, Zé Paulo, Renato e Luciano Abreu; Joãozinho e Luciano Frota; Garrinchinha, Lucinho, Erandir (Amorim) e Mimi. Técnico: Gilvan Dias.

## Torneio Roberto Gomes Pedroza
- 1969 - Torneio Roberto Gomes Pedroza: 4° lugar no Quadrangular Final contra: SE Palmeiras (1°), Cruzeiro EC (2°) e SC Corinthians Paulista (3°).

| 30 de Novembro de 1969 | Botafogo FR | 2 – 2 | Cruzeiro EC | Maracanã, Rio de Janeiro Público: Árbitro: Auxiliares: |
|                        |             |       |             |                                                        |

| 3 de Dezembro de 1969 | SC Corinthians P | 1 – 0 | Botafogo FR | Pacaembu, São Paulo Público: Árbitro: Auxiliares: |
|                       |                  |       |             |                                                   |

| 7 de Dezembro de 1969 | SE Palmeiras | 3 – 1 | Botafogo FR | Morumbi, São Paulo Público: Árbitro: Auxiliares: |
|                       |              |       |             |                                                  |

## Campeonato Brasileiro
- 1971 - Campeonato Brasileiro: 3° Colocado no Triangular Final contra o C Atlético Mineiro (1°) e São Paulo FC (2°)

| 15 de Dezembro de 1971 | São Paulo FC             | 4 – 1 | Botafogo FR  | Morumbi, São Paulo Público: Árbitro: Auxiliares: |
|                        | Terto · Forlán · Toninho |       | Ney Oliveira |                                                  |

- São Paulo: Sérgio, Forlan, Samuel, Arlindo e Gilberto; Teodoro e Gérson; Terto; Everaldo (Paulo); Toninho (Edson) e Paraná. Técnico: José Poy.
- Botafogo: Ubirajara Motta, Paulo César Martins, Djalma Dias, Nei Conceição e Waltencir; Carlos Roberto e Marcos Aurélio (Tuca); Ney Oliveira, Roberto (Zequinha), Jairzinho e Careca. Técnico: Paraguaio.

| 19 de Dezembro de 1971 | Botafogo FR               | 0 – 1 | C Atlético Mineiro | Maracanã, Rio de Janeiro Público: 46.458 Árbitro: Armando Marques Auxiliares: |
|                        | Carlos Roberto 85 Mura 87 |       | Dario 61'          |                                                                               |

- Botafogo: Wendell, Mura, Djalma Dias, Queiroz e Waltencir; Carlos Roberto e Marcos Aurélio (Didinho); Zeguinha, Ney Oliveira, Jairzinho e Careca (Tuca). Técnico: Paraguaio.
- Atlético Mineiro: Renato, Umberto Monteiro, Grapete, Vantuir, Oldair, Vanderlei, Humberto Ramos; Ronaldo, Dario, Beto (Spencer) e Romeu (Tião). Técnico: Telê Santana.

- 1972 - Campeonato Brasileiro: Vice-Campeão contra o SE Palmeiras

| 23 de Dezembro de 1972 | SE Palmeiras | 0 – 0 | Botafogo FR | Estádio do Morumbi, São Paulo Público: Árbitro: Auxiliares: |
|                        |              |       |             |                                                             |

- Palmeiras: Leão, Erico, Luís Pereira, Alfredo, Zeca; Dudu (Zé Carlos), Ademir da Guia; Edu (Ronaldo), Leivinha, Madruga e Nei. Técnico: Oswaldo Brandão.
- Botafogo: Cao, Waltencir, Brito, Osmar, Marinho Chagas; Carlos Roberto, Nei Conceição; Zequinha, Jairzinho, Fischer, Ademir Vicente (Ferretti). Técnico: Sebastião Leônidas.

- 1992 - Campeonato Brasileiro: Vice-Campeão contra o CR Flamengo

| 12 de Julho de 1992 | CR Flamengo                         | 3 – 0 | Botafogo FR   | Maracanã, Rio de Janeiro Público: 102.547 Árbitro: José Roberto Wright Auxiliares: |
|                     | Júnior 15' · Nélio 34' · Gaúcho 38' |       | Márcio Santos |                                                                                    |

- Flamengo: Gilmar, Fabinho, Júnior Baiano, Wílson Gottardo, Piá; Uidemar, Júnior, Zinho, Nélio (Paulo Nunes); Gaúcho e Júlio César (Marcelinho). Técnico: Carlinhos.
- Botafogo: Ricardo Cruz, Odemilson, Renê Playboy, Márcio Santos, Válber; Carlos Alberto Santos, Pingo, Carlos Alberto Dias; Renato Gaúcho, Valdeir e Pichetti. Técnico: Gil.

| 19 de Julho de 1992 | Botafogo FR                                  | 2 – 2 | CR Flamengo                                 | Maracanã, Rio de Janeiro Público: 122.001 Árbitro: José Roberto Wright Auxiliares: |
|                     | Pichetti 83' · Valdeir 88' · Wilson Gottardo |       | Júnior 42' · Júlio César 55' · Renê Playboy |                                                                                    |

- Botafogo: Ricardo Cruz, Odemilson, Renê Playboy, Márcio Santos, Válber; Carlos Alberto Santos, Pingo, Carlos Alberto Dias; Vivinho (Jéferson Gaúcho), Chicão (Pichetti) e Valdeir. Técnico: Gil.
- Flamengo: Gilmar, Chares, Gélson, Wílson Gottardo, Fabinho (Mauro); Uidemar, Júnior, Zinho, Piá; Júlio César e Gaúcho (Djalminha). Técnico: Carlinhos.

- 1995 - Campeonato Brasileiro: Campeão contra o Santos FC

| 14 de Dezembro de 1995 | Botafogo FR                               | 2 – 1 | Santos FC    | Maracanã, Rio de Janeiro Público: 53.668 Árbitro: Sidrack Marinho Auxiliares: |
|                        | Wilson Gottardo 18' · Túlio Maravilha 44' |       | Giovanni 39' |                                                                               |

- Botafogo: Wágner, Wilson Goiano, Wilson Gottardo, Gonçalves, André Silva (Iranildo); Jamir, Leandro, Beto, Sérgio Manoel; Donizete (Moisés) e Túlio Maravilha. Técnico: Paulo Autuori.
- Santos: Edinho, Vágner, Narciso, Marquinhos Capixaba, Marcos Paulo; Gallo, Carlinhos, Marcelo Passos, Giovanni; Jamelli e Robert (Camanducaia). Técnico: Cabralzinho.

| 17 de Dezembro de 1995 | Santos FC          | 1 – 1 | Botafogo FR         | Pacaembu, São Paulo Público:28.488 Árbitro: Márcio Rezende de Freitas Auxiliares: Gilvan Pereira da Silva e Paulo Moutinho |
|                        | Marcelo Passos 46' |       | Túlio Maravilha 24' | |

- Santos: Edinho, Marquinhos Capixaba, Ronaldo, Narciso e Marcos Adriano; Carlinhos, Marcelo Passos e Robert (Macedo); Jamelli, Giovanni e Camanducaia. Técnico: Cabralzinho.
- Botafogo: Wágner, Wilson Goiano, Wilson Gottardo, Gonçalves e André Silva (Moisés); Leandro, Jamir, Beto e Sérgio Manoel; Donizete e Túlio Maravilha. Técnico: Paulo Autuori.

### Campeonato Brasileiro Série B
- 2003 - Campeonato Brasileiro Série B: 2° Colocado no Quadrangular Final contra SE Palmeiras (1°), Sport CR (3°) e Marília AC (4°)

| 1 de Novembro de 2003 | Botafogo FR | 1 – 1 | SE Palmeiras    | Caio Martins, Niterói, Rio de Janeiro Público: Árbitro: Auxiliares: |
|                       | Dill 35'    |       | Vágner Love 27' |                                                                     |

| 4 de Novembro de 2003 | Marília AC | 0 – 0 | Botafogo FR | Bento de Abreu Sampaio Vidal, Marília, São Paulo Público: Árbitro: Auxiliares: |
|                       |            |       |             |                                                                                |

| 8 de Novembro de 2003 | Botafogo FR                       | 3 – 1 | Sport CR                             | Caio Martins, Niterói, Rio de Janeiro Público: 7.598 Árbitro: Carlos Eugênio Simon Auxiliares: José Carlos de Oliveira e Altemir Hausmann |
|                       | Dill 6' · Almir 38' · Edvaldo 87' |       | Ademar 61' · Barão · Sílvio Criciúma | |

- Botafogo: Max, Márcio Gomes (Daniel), Sandro, Edgar e Jorginho Paulista, Fernando, Túlio, Almir (Edvaldo) e Camacho, Dill e Leandrão (Valdo). Técnico: Levir Culpi.
- Sport: Maizena, Barão, Sílvio Criciúma, Marcão e Magal (Ademar), Ataliba, Vágner Mancini (Fernando César), Cléber e Nildo, Ricardinho e Weldon (Valdir Papel). Técnico: Hélio dos Anjos.

| 15 de Novembro de 2003 | Sport CR                              | 3 – 1 | Botafogo FR | Ilha do Retiro, Recife, Pernambuco Público:10.328 Árbitro: Márcio Rezende de Freitas Auxiliares: Alcides Zawaski Pazetto e Claudemir Maffessoni |
|                        | Valdir Papel 17' 46' · Ricardinho 90' |       | Almir 88'   | |

- Sport: Maizena, Carlinhos (Éverton), Gaúcho, Marcão e Ademar; Ataliba, Wágner Mancini, Cléber (Bebeto Campos) e Nildo; Ricardinho e Valdir Papel (Weldon). Técnico: Hélio dos Anjos.
- Botafogo: Max, Sandro, Gilmar (Almir) e Fernando; Jorginho Paulista, Túlio, Gedeil, Camacho e Daniel; Dill (Edivaldo 75') e Leandrão (Valdo). Técnico: Levir Culpi.

| 22 de Novembro de 2003 | Botafogo FR                      | 3 – 1 | Marília AC                 | Caio Martins, Niterói, Rio de Janeiro Público: Árbitro: Carlos Eugênio Simon Auxiliares: |
|                        | Sandro 24' · Camacho 53' (P) 75' |       | Camanducaia 80' · Adeílson |                                                                                          |

- Botafogo: Max; Rodrigo Fernandes, Sandro, Edgar e Daniel; Fernando, Túlio, Camacho (Renatinho) e Valdo; Almir (Dill) e Leandrão (Edvaldo). Técnico: Levir Culpi.
- Marília: Pedro Paulo; Claudemir, Adeílson e Andrei e Bill (Éder); Zé Luís (Romualdo), Everaldo, Juca e Bechara (Daniel); Basílio e Camanducaia. Técnico: Luís Carlos Ferreira.

| 29 de Novembro de 2003 | SE Palmeiras                                            | 4 – 1 | Botafogo FR                            | Palestra Itália, São Paulo Público: Árbitro: Luciano Almeida Auxiliares: |
|                        | Vágner Love 9' 84' · Magrão 31' · Pedrinho 77' · Baiano |       | Almir 19' · Camacho · Joginho Paulista |                                                                          |

- Palmeiras: Marcos; Baiano, Gláuber, Leonardo e Lúcio; Marcinho, Magrão (Corrêa), Élson e Diego Souza (Pedrinho); Edmílson (Muñoz) e Vágner Love. Técnico: Jair Picerni.
- Botafogo: Max, Rodrigo Fernandes, Sandro, Edgard e Jorginho Paulista; Túlio (Gedeil), Fernando, Almir e Camacho; Edvaldo (Daniel) e Dill. Técnico: Levir Culpi.

- 2015 - Campeonato Brasileiro Série B: Campeão na 37ª rodada[nota 1][1]

| 20 de Novembro de 2015 | ABC           | 1 – 2 | Botafogo FR                          | Mané Garrincha, Brasília Público: Árbitro: Rodrigo Batista Raposo Auxiliares: |
|                        | Erivélton 23' |       | Roger Carvalho 9' · Willian Arão 33' |                                                                               |

- ABC: Saulo; Reginaldo, Adriano Alves, Luizão e Ednei; Fábio Bahia, Rafael Miranda, Erivélton (Romarinho), Ronaldo Mendes (Jandson Chiclete) e Bismark; Pingo (Rafael Silva). Técnico: Sergio China
- Botafogo: Jefferson; Luis Ricardo, Roger Carvalho, Renan Fonseca, Diego Giaretta; Willian Arão, Rodrigo Lindoso, Fernandes (Elvis), Daniel Carvalho (Lulinha); Neilton e Álvaro Navarro (Ronaldo). Técnico: Ricardo Gomes

- 2021 - Campeonato Brasileiro Série B: Campeão na 37ª rodada[2]

| 21 de Novembro de 2021 | Brasil de Pelotas | 0 – 1 | Botafogo FR         | Bento Freitas, Rio Grande do Sul Público: Árbitro: Alisson Sidnei Furtado Auxiliares: |
|                        |                   |       | Diego Gonçalves 21' |                                                                                       |

- Brasil de Pelotas: Matheus Nogueira; Netto (Oliveira), Leandro Camilo, Ícaro e Paulinho; Diego Gomes (Renatinho), Bruno Matias e PK; Caio Rangel (Gabriel Poveda), Rildo e Erison. Técnico: Jerson Testoni
- Botafogo: Diego Loureiro; Daniel Borges, Joel Carli, Kanu e Carlinhos; Luis Oyama (Ricardinho), Barreto e Marco Antonio (Romildo); Warley (Ronald), Diego Gonçalves (Matheus Frizzo) e Rafael Navarro (Rafael Moura). Técnico: Enderson Moreira.

## Copa do Brasil
- 1999 - Copa do Brasil: Vice-Campeão contra o EC Juventude

| 20 de Junho de 1999 | EC Juventude                                 | 2 – 1 | Botafogo FR           | Alfredo Jaconi, Caxias do Sul, Rio Grande do Sul Público: Árbitro: Márcio Rezende de Freitas Auxiliares: Gilvan Pereira da Silva e Elias de Gusmão |
|                     | Fernando 14' · Márcio 21' · Wallace · Capone |       | Bebeto 41' · Sandro · | |

- Juventude: Émerson, Marcos Teixeira, Capone, Picoli e Dênis;  Roberto, Flávio, Mabília (Patrício) e Wallace; Fernando (Alcir) e Márcio (Mário Tilico). Técnico: Walmir Louruz.
- Botafogo: Wágner, Fábio Augusto (Rodrigo), Sandro, Jorge Luís e César Prates; Válber (Leandro Eugênio), Reidner, Caio (Bandoch) e  Sérgio Manoel; Bebeto e Zé Carlos. Técnico: Gílson Nunes.

| 27 de Junho de 1999 | Botafogo FR | 0 – 0 | EC Juventude | Maracanã, Rio de Janeiro Público: 101.581 pagantes Árbitro: Sidrack Marinho Auxiliares: Gilvan Pereira da Silva e Elias de Gusmão |
|                     |             |       |              | |

- Botafogo: Wágner, Fábio Augusto (Leandro Eugênio), Bandoch, Jorge Luís e César Prates; Júnior, Reidner, Caio (Rodrigo) e Sérgio Manoel; Bebeto (Felipe) e Zé Carlos. Técnico: Gílson Nunes.
- Juventude: Émerson, Marcos Teixeira, Índio, Picoli e Dênis; Roberto, Lauro (Kiko), Flávio e Mabília (Gil Baiano); Maurílio e Márcio (Alcir). Técnico: Walmir Louruz.

## Copa Libertadores
- 2024 - Copa Libertadores: Campeão contra o Atlético Mineiro
- Atlético Mineiro: Éverson, Lyanco (Mariano), Rodrigo Battaglia, Junior Alonso, Gustavo Scarpa (Eduardo Vargas), Fausto Vera (Bernard), Alan Franco, Guilherme Arana, Hulk, Paulinho, Deyverson (Alan Kardec). Técnico: Gabriel Milito.
- Botafogo: John, Vitinho, Adryelson, Alexander Barboza, Alex Telles (Marçal), Gregore, Marlon Freitas, Jefferson Savarino (Danilo Barbosa), Luiz Henrique (Matheus Martins), Thiago Almada (Júnior Santos), Igor Jesus (Allan). Técnico: Artur Jorge

| 30 de novembro | Atlético Mineiro | 1 – 3     | Botafogo                                                        | Estádio Monumental, Buenos Aires                              |
| 17:00 (UTC−3)  | Vargas 47'       | Relatório | Luiz Henrique 35' · Alex Telles 44' (pen) · Júnior Santos 90+7' | Público: ≅72 000 (69 803 pagantes) Árbitro: ARG Facundo Tello |

## Copa Conmebol
- 1993 - Copa Conmebol: Campeão contra o CA Peñarol

| 22 de Setembro de 1993 | CA Peñarol | 1 – 1 | Botafogo FR  | Estádio Centenário, Montevideu, Uruguai Público: Árbitro: Juan Francisco Escobar Auxiliares: |
|                        | Otero 36'  |       | Perivaldo 4' |                                                                                              |

- Peñarol: Rabajda, Tais, Guiterrez, De los Santos, G. Da Silva, Rehnermann, Perdomo (Conzani), Baltierra, Bengoechea (Ferreira), Rodriguez e Otero
- Botafogo: William, Eliomar, Andre, Rogerio e Clei; China, Fabiano, Perivaldo e Aléssio (Marco Paulo); Sinval e Eliel

| 30 de Setembro de 1993 | Botafogo FR            | 2 – 2 (3–1 pen) | CA Peñarol              | Maracanã, Rio de Janeiro Público: 45.000 estimado (26.276 pagantes) Árbitro: Francisco Lamolina Auxiliares: |
|                        | Eliel 52' · Sinval 67' |                 | Perdomo 35' · Otero 90' | |

|                                   |     | Penalidades                                   |  |
| Sinval: Suélio: Perivaldo: André: | 3–1 | Ferreyra: Gutiérrez: Da Silva: De Los Santos: |  |

- Botafogo: William, Perivaldo, André, Cláudio e Clei (Eliomar); Nélson, Suélio, Aléssio (Marcos Paulo) e Marcelo; Sinval e Eliel
- Peñarol: Rabajda, Tais, Guiterrez, De los Santos, G. Da Silva, Dorta, Perdomo, Batierra, Bengoechea (Rehnermann); Otero e Rodriguez

## Recopa Sul-Americana
- 1994 - Recopa Sul-Americana: Vice-campeão contra o São Paulo FC

| 3 de Abril de 1994 | São Paulo FC                              | 3 – 1 | Botafogo FR            | Universal Memorial, Kobe, Japão Público: 35.000 (estimado) Árbitro: Juan Escobar Valdez Auxiliares: Gilvan Pereira da Silva e Tarww Will |
|                    | Leonardo 12' · Guilherme 73' · Euller 87' |       | Roberto Cavalo 58' (P) | |

- São Paulo: Zetti, Vítor, Júnior Baiano, Válber e André Luiz; Doriva, Cafu (Axel), Palhinha e Leonardo; Euller e Guilherme. Técnico: Telê Santana.
- Botafogo: Wágner, Perivaldo, André, Wilson Gottardo e Eduardo; Fabiano (Róbson), Márcio, Roberto Cavalo e Grizzo (Marcelo); Túlio e Sérgio Manoel. Técnico: Dé.